# Toyota Women's Classic 1976
Toyota Women's Classic 1976, — жіночий тенісний турнір, що проходив на відкритих трав'яних кортах на стадіоні Куйонг у Мельбурні Австралія. Належав до Colgate International Series 1976–1977. Відбувсь учотирнадцяте і тривав з 7 грудня до 12 грудня 1976 року. Шоста сіяна Маргарет Корт здобула титул в одиночному розряді, 191-й у своїй кар'єрі, й отримала за це 9 тис. доларів США.

## Фінальна частина

### Одиночний розряд
Маргарет Корт —  Сью Баркер 6–2, 6–2
- Для Корт це був 1-й титул за рік and і 191-й (останній) - за кар'єру.

### Парний розряд
Маргарет Корт /  Бетті Стов —  Лінкі Бошофф /  Ілана Клосс 6–2, 6–4

## Розподіл призових грошей
| Дисципліна       | П      | F      | ПФ     | ЧФ     | 1/8  | 1/16 |
| Одиночний розряд | $9,000 | $5,000 | $2,400 | $1,450 | $800 | $400 |